# Modriach
Modriach est une ancienne commune autrichienne du district de Voitsberg en Styrie.